# Selište Drežničko
Selište Drežničko – wieś w Chorwacji, w żupanii karlowackiej, w gminie Rakovica. W 2011 roku liczyła 280 mieszkańców.